# KrAZ-6446
Le KrAZ-6446 est un camion tactique présenté en 1994 et fabriqué par la société ukrainienne KrAZ.

## Première génération
Il dispose d'un moteur turbocompressé-Diesel 8 cylindres en V de 330 chevaux et une transmission manuelle à 8 rapports.
Il existe en configuration 6 × 6 avec un PTAC de 34 tonnes.

## Troisième génération
Il apparait en 2010. Il dispose d'un moteur turbocompressé-Diesel 8 cylindres de 400 chevaux et une transmission manuelle à 8 rapports.
Il existe en configuration 6 × 6 avec un PTRA de 70 tonnes.